# Вілфрід Ноель Бонд
Вілфрід Ноель Бонд (англ. Wilfrid Noel Bond; 27 грудня 1897 — 25 серпня 1937) —  англійський фізик та інженер відомий по своїй роботі в механіки рідини. 
Він отримав ступінь доктора наук в Лондонському університеті, і був викладачем в Університеті Редінга з 1921 до своєї смерті . На його честь назване Число Бонда, що застосовуються в механіці рідин.